# 징글 쟁글: 저니의 크리스마스
《징글 쟁글: 저니의 크리스마스》(영어: Jingle Jangle: A Christmas Journey)는 2020년 미국의 크리스마스 뮤지컬·판타지 영화이다. 포리스트 휘터커, 키건마이클 키, 휴 보너빌, 애니카 노니 로즈, 리키 마틴, 매들린 밀스가 출연했고 데이비드 E. 탤버트 감독이 연출했다.
제자의 배신으로 과거의 영광을 잃은 장난감 제작자가 손녀와 함께 재기에 도전한다는 이야기.
2020년 11월 13일 넷플릭스에서 공개됐다.

## 줄거리
기발한 발명가이자 장난감 가게 주인인 제로니커스 쟁글은 특별한 부품을 얻게 되고, 이를 통해 장난감을 살아 움직이게 하는 데 성공한다. 첫 번째로 살아난 장난감은 투우사 디에고이다. 크리스마스에 가족과 행복한 시간을 보내지만, 제로니커스는 디에고와 가게를 그의 제자인 구스타프슨에게 맡긴다. 디에고는 자신이 대량 생산될 거라는 사실에 절망하고, 구스타프슨을 부추겨 제로니커스의 발명품 책과 함께 도망치게 된다. 
구스타프슨의 배신을 입증할 증거가 없어 제로니커스의 가게는 재정적으로 어려워지고, 아내를 잃은 후 제로니커스는 딸 제시카와도 멀어진다. 30년 후, 제로니커스는 창의력을 잃은 채로 파산 직전의 전당포를 운영한다. 그는 우편 배달부 존스턴의 위로를 받지만, 은행으로부터 크리스마스까지 새로운 발명품을 내놓지 못하면 가게를 잃을 것이라는 경고를 받는다.
한편 제시카는 발명에 대한 열정을 공유하는 딸 저니를 두고 있었다. 제로니커스에게서 편지를 받은 제시카는 저니를 크리스마스까지 그의 집에 보내기로 한다. 제로니커스는 처음에는 저니에게 무관심하지만, 결국 그녀를 받아들인다. 유명 장난감 재벌이 된 구스타프슨은 제로니커스의 발명품 책에 있는 모든 아이디어를 소진하고 새로운 장난감을 만들려다 실패하자, 다시 제로니커스의 발명품을 훔치려 한다.
제로니커스가 새 장난감 '버디 3000'을 만들던 중, 저니는 그것이 제시카가 디자인한 것임을 알고 작동시키려 한다. 저니는 제로니커스의 조수 에디슨과 함께 버디의 몸체를 발견하고, 작동시키지만 제로니커스에게 들키고 만다. 제로니커스는 딸과의 불화와 아내를 잃은 슬픔을 토로한다. 이후 저니와 에디슨은 구스타프슨이 버디를 훔쳐갔다는 사실을 알고, 그를 막으려다 실패한다. 
제로니커스는 저니와 에디슨이 사라진 것을 알고 공장으로 향하고, 제로니커스와 버디의 도움으로 저니와 에디슨은 공장에서 탈출하지만, 버디는 심하게 파손된다. 제로니커스는 저니를 위해 버디를 고치기로 결심하고, 저니가 제시카에게 편지를 보내 자신을 만나고 싶어했다는 사실을 알게 된다. 제시카가 도착하여 제로니커스를 질책하지만, 제로니커스는 그동안 제시카에게 보냈지만 차마 부치지 못했던 수많은 편지들을 보여준다. 화해한 제시카는 밤새 제로니커스가 버디를 고치는 것을 돕는다.
구스타프슨은 경찰과 함께 나타나 버디를 훔쳤다고 제로니커스를 고소하지만, 저니가 이를 반박한다. 제로니커스는 디에고에서 생명을 불어넣는 부품을 제거하고 재프로그래밍한다. 구스타프슨은 체포되고, 제로니커스는 구스타프슨에게 오래전부터 그에게 주려고 했지만 참지 못했던 발명품 부품을 전한다. 은행가는 버디를 보고 제로니커스에게 필요한 모든 발명품에 자금을 지원하겠다고 약속한다.
이야기는 늙은 저니가 손주들에게 들려주는 이야기였고, 저니는 여전히 작동하는 버디를 보여준다. 저니는 손주들과 함께 제로니커스의 공장으로 날아가고, 구스타프슨의 공장은 사라진다. 엔딩 크레딧에서는 제로니커스의 장난감 가게가 다시 번창하고, 구스타프슨은 감옥에서 자신의 장난감을 완성하고, 디에고는 대량 생산되고, 제로니커스의 공장이 다시 문을 여는 모습이 묘사된다.

## 출연진
- 포리스트 휘터커/저스틴 콘웰(아역) - 제로니커스
- 매들린 밀스/필리샤 라샤드(노인 역) - 저니
- 키건마이클 키/마일스 배로(아역) - 구스타프슨
- 휴 보너빌 - 들라크루아씨
- 애니카 노니 로즈/디아나 바브니코바(아역) - 제시카
- 리키 마틴 - 돈 후안 디에고(목소리 출연)
- 리사 다비나 필립스 - 존스턴양
- 키런 L. 다이어 - 에디슨
- 샤론 로즈 - 조앤

## 같이 보기
- 크리스마스 영화 목록